# Brassiceae
Brassiceae es una tribu de plantas pertenecientes a la familia Brassicaceae.

## Géneros
| - Ammosperma Hook.f. - Boleum Desv. = Vella L. - Brassica L. - Brassicaria Pomel = Brassica L. - Brassicella Fourr. ex O. E. Schulz = Coincya Rouy - Cakile Mill. - Carrichtera DC. - Ceratocnemum Coss. & Balansa - Coincya Rouy - Cordylocarpus Desf. - Cossonia Durieu = Raffenaldia Godr. - Crambe L. - Crambella Maire - Didesmus Desv. ~ Cakile Mill. - Diplotaxis DC. - Distomocarpus O. E. Schulz = Rytidocarpus Coss. - Dolichorhynchus Hedge & Kit Tan = Douepea Cambess. - Douepea Cambess. - Enarthrocarpus Labill. - Eremophyton Bég. - Eruca Mill. - Erucaria Gaertn. ~ Cakile Mill. - Erucastrum C. Presl - Euzomodendron Coss. = Vella L. - Fabrisinapis C. C. Towns. = Hemicrambe Webb - Fezia Pit. - Foleyola Maire - Fortuynia Shuttlew. ex Boiss. - Guenthera Andrz. = Brassica L. - Guiraoa Coss. - Hemicrambe Webb - Henophyton Coss. & Durieu - Hirschfeldia Moench ~ Erucastrum C. Presl | - Hussonia Boiss. = Erucaria Gaertn. - Hutera Porta = Coincya Rouy - Kibera Adans. = Erucastrum C. Presl - Kremeriella Maire - Moricandia DC. - Morisia J. Gay - Muricaria Desv. - Nasturtiopsis Boiss. - Nesocrambe A. G. Mill. = Hemicrambe Webb - Otocarpus Durieu - Oudneya R. Br. = Moricandia DC. - Pantorrhynchus Murb. = Trachystoma O. E. Schulz - Physorhynchus Hook. - Pseuderucaria (Boiss.) O. E. Schulz - Pseudocytisus Kuntze = Vella L. - Psychine Desf. - Quezelia H. Scholz = Quezeliantha H. Scholz ex Rauschert - Quezeliantha H. Scholz ex Rauschert - Quidproquo Greuter & Burdet =~ Raphanus L. - Raffenaldia Godr. - Raphanus L. - Rapistrum Crantz - Reboudia Coss. & Durieu ~ Erucaria Gaertn. - Rhynchosinapis Hayek = Coincya Rouy - Rytidocarpus Coss. - Savignya DC. - Schouwia DC. - Sinapidendron Lowe - Sinapis L. - Succowia Medik. - Trachystoma O. E. Schulz - Vella L. - Zilla Forssk. |